# Матчетт, Кэри
Кэри Матчетт (англ. Kari Matchett, род. 25 марта 1970, Спалдинг, Саскачеван) — канадская актриса.

## Биография
Матчетт родилась в деревне Спалдинг, Саскачеван и начала свою карьеру на театральной сцене после переезда в Онтарио. В середине девяностых она начала свою карьеру на канадском телевидении, после чего переехала в США и снялась в сериалах «Тайны Ниро Вульфа», «Нашествие», «24 часа», «Студия 60 на Сансет-Стрип», «Скорая помощь», «Земля: Последний конфликт». В 2001 году она выиграла премию «Джемини» за роль в канадском телесериале «Отдел мокрых дел». Также играла в нескольких сезонах телесериала «Воздействие» бывшую жену одного из главных героев.
Начиная с 2010 года она играет роль Джоан Кэмпбелл в телесериале «Тайные операции». На большом экране она сыграла главную роль в канадском фильме 2002 года «Куб 2: Гиперкуб», а также появилась в фильмах «Глаза ангела», «Парни с мётлами» и «Древо жизни».
Разведена. В июне 2013 года у неё родился первенец — сын Джуд Лайон Матчетт.

## Фильмография
| Год  |   | Русское название        | Оригинальное название | Роль                |
| ---- | - | ----------------------- | --------------------- | ------------------- |
| 1998 | ф | Бумажный след           | Papertrail            | Элисон Энола        |
| 2000 | ф |                         | Apartment Hunting     | Сара                |
| 2001 | ф | Глаза ангела            | Angel Eyes            | Кэндис              |
| 2002 | ф | Парни с мётлами         | Men with Brooms       | Линда               |
| 2002 | ф | 19 месяцев              | 19 Months             | Пэйдж               |
| 2002 | ф | Кодер                   | Cypher                | Диана Тёрсби        |
| 2006 | ф | Гражданская обязанность | Civic Duty            | Марла Аллен         |
| 2011 | ф | Древо жизни             | The Tree of Life      | бывшая Джека        |
| 2015 | ф |                         | Lead With Your Heart  | Маура МакКейб Уокер |
| 2016 | ф | Моди                    | Maudie                | Сандра              |
| 2018 | ф |                         | Into Invisible Light  | Лидия               |
| 2019 | ф | Код 8                   | Code 8                | Мэри Рид            |
| 2020 | ф | 2 сердца                | 2 Hearts              | Грейс               |